# Carl Heinrich Wilcken

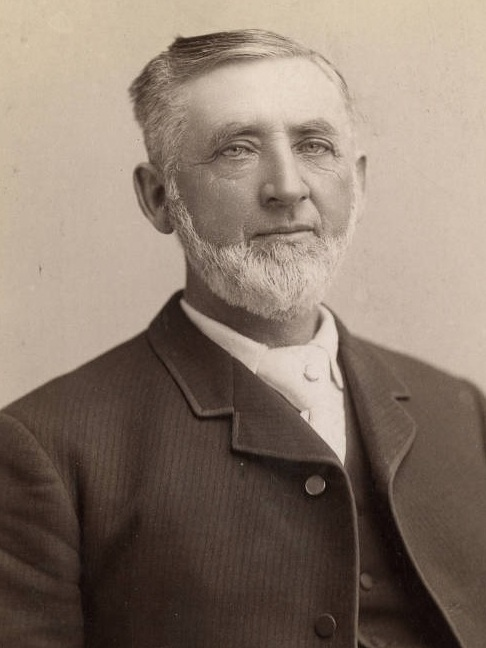
Porträtfoto von Carl Heinrich Wilcken (etwa 1890)

Carl Heinrich Wilcken, in den USA Charles Henry Wilcken (* 5. Oktober 1831 in Eckhorst bei Lübeck; † 9. April 1915 in Salt Lake City, Utah), war im Zivilberuf Müller und in der Schleswig-Holsteinischen Erhebung gegen Dänemark Unteroffizier der preußischen Armee. Er wurde nach seiner Auswanderung in die USA Gefreiter in der U.S. Army im Utah-Krieg, in dem er zur Kirche Jesu Christi der Heiligen der Letzten Tage (Mormonen) übertrat, wo er Leibwächter und Vertrauter von John Taylor und Wilford Woodruff wurde, zweier ihrer Präsidenten.

## Leben
Carl Heinrich Wilcken hatte als junger Mann in Schleswig-Holstein das Müller-Handwerk erlernt und war mit Elisa Christina Carolina Wilcken geborene Reiche (1830–1906) verheiratet, mit der er zwei Kinder hatte, nämlich Anna Johanna Dorothea, genannt Dora, und Carl junior. In der Schleswig-Holsteinischen Erhebung von 1848 bis 1851 diente er als Unteroffizier der preußischen Armee. Dafür wurde ihm die Kriegsdenkmünze verliehen. Als der Krieg 1851 für Schleswig-Holstein verloren ging, wurde die Schleswig-Holsteinische Armee am 1. April 1851 aufgelöst. Viele Beamte und Offiziere der schleswig-holsteinischen Regierung und des Militärs verließen daraufhin das Land, ein Teil emigrierte in die Vereinigten Staaten und nach Australien. Auch Carl Heinrich Wilcken wanderte 1857 nach New York aus; seine Ehefrau und seine beiden kleinen Kinder ließ Wilcken zunächst in Schleswig-Holstein zurück.
Da Wilcken weitgehend mittellos war und demzufolge bald auch obdachlos wurde, ließ er sich von der U.S.-Armee anwerben. Er wurde Mitglied von „Johnston's Army“ unter General Albert Sidney Johnston, die im Utah-Krieg (1857 bis 1858) gegen die Mormonen eingesetzt wurde, von denen ein Teil die Bundesgesetze über das Verbot der Vielehe nicht befolgte. Verpflegung und Moral von „Johnston's Army“ waren schlecht. Wilcken desertierte alsbald und lief zur „Nauvoo-Legion“ der Mormonen über, indem er sich von deren Kundschaftern gefangen nehmen ließ. Er konvertierte zur Kirche Jesu Christi der Heiligen der Letzten Tage und übte in Salt Lake City zunächst seinen erlernten Beruf als Müller aus. 1860 zog seine Ehefrau Elisa Christina Carolina Wilcken mit seinen beiden Kindern Dora und Carl aus Deutschland nach Utah nach. 1873 trafen auch Wilckens verwitwete Mutter Annie, sein Bruder August und drei Nichten – Töchter seiner älteren Schwester Anna Catharina Christine Dahmke – in den USA ein. Wilcken soll in Utah ab 1861 noch drei weitere Frauen geheiratet haben und Vater von insgesamt 15 Kindern gewesen sein; die Polygamie wurde bei den Mormonen erst ab 1890 offiziell abgeschafft.
Wilcken wurde Leiter der Bewässerungsmaßnahmen in Utah, Gemeinde-Polizist und Vorsitzender der „Deseret Telegraph Company“, der Telegraphengesellschaft der Mormonen. Später wurde er Leibwächter und Vertrauter von John Taylor und Wilford Woodruff, zweier Mormonen-Präsidenten. Im Alter arbeitete er als Fremdenführer im Tempelbezirk von Salt Lake City.
Wilckens Enkeltochter Anna Amelia Pratt (1876–1926) war die Mutter des amerikanischen Politikers George Wilcken Romney (1907–1995), von 1963 bis 1969 Gouverneur von Michigan sowie zwischen 1969 und 1973 Bau- und Entwicklungsminister unter US-Präsident Richard Nixon. George W. Romney ist wiederum der Vater von Mitt Romney (* 1947), der von 1981 bis 1986 mormonischer Bischof, von 2003 bis 2007 Gouverneur von Massachusetts und später Kandidat der Republikanischen Partei für die US-Präsidentschaftswahl 2012 war. Mitt Romney ist also ein Ur-Ur-Enkel von Carl Heinrich Wilcken.